# Rune Persson (ljudtekniker)
Rune Karl Ingemar Persson, född 31 augusti 1929 i Växjö, död 25 december 2013 i Stockholm, var en ljudtekniker som under 1950-talet etablerade sig genom sitt mångåriga arbete  på skivbolaget Metronome.

## Biografi
Rune Persson började som klarinettist och tenorsaxofonist i Ingvars Sextett från Växjö, som 1948 gick till final Orkesterjournalens stora amatörorkestertävling. Därefter tog hans stora intresse för ljudteknik överhanden. Som tjugoåring började han bygga egen inspelningsutrustning för trådspelare och gravering av skivor. På det egna skivmärket R-Pee Studios gav han ut ett par 78-varvare.
Persson flyttade till Stockholm 1955 där han anställdes som ljudtekniker av Sandrews filmproduktion. Några år senare, då Metronome flyttade in i sin nya inspelningsstudio på Karlbergsvägen anställdes Persson där. Under sitt yrkesliv arbetade han såväl med svenska artister som Cornelis Vreeswijk, Povel Ramel, Siw Malmkvist och John Holm, som världsstjärnorna Toots Thielemans, Zoot Sims, Coleman Hawkins och Quincy Jones. Långt innan stereo blev standard ens i internationella storstudior som EMI:s Abbey Road i London gjorde Persson i början av 1960-talet stereoinspelningar av hög kvalitet i Metronome studion.
Skivbolaget Polar spelade på in skivor i Metronomestudion på 1960-talet och början av 1970-talet. Tillsammans med Michael B Tretow och Åke Eldsäter var Rune Persson ljudtekniker på inspelningar med Hootenanny Singers, Abba och Ted Gärdestad. På Hootenanny Singers' första självbetitlade LP 1964 var ensam ljudtekniker.